# Nhiễm sắc thể số 17
Nhiễm sắc thể số 17 là một trong 23 nhiễm sắc thể ở bộ đơn bội (n) của người, được xếp ở thứ tự số 17 theo quy ước Quốc tế về kiểu nhân (Karyotype). Theo quy ước này, các nhiễm sắc thể được xếp thứ tự từ dài nhất (khoảng 8 μm) đến ngắn nhất (khoảng 1 μm) và cuối cùng là nhiễm sắc thể giới tính. Ở mỗi bộ lưỡng bội (2n) của người có hai nhiễm sắc thể số 17, trong đó một chiếc nhận của bố còn chiếc kia do mẹ truyền cho, giống như các cặp khác. Mỗi nhiễm sắc thể số 17 gồm một phân tử DNA có kích thước hơn 83 triệu bp (cặp base) và chiếm khoảng 2,5 đến 3% tổng số DNA trong tế bào.  Nhiễm sắc thể số 17 (dưới đây viết tắt là NST 17) có chứa khoảng 1.100 đến 1.200 gen cấu trúc (xem danh sách dưới đây) mã hoá trực tiếp nhiều loại prôtêin thực hiện một loạt các chức năng sinh học khác nhau trong cơ thể người. Tổng kích thước các gen ở đây lên tới trên 81 - 83 triệu bp (cặp base nitơ).

## Các gen ở NST 17

### Số lượng gen
Sau đây là một số ước tính số lượng gen của NST 17. Bởi vì các nhà nghiên cứu sử dụng các phương pháp khác nhau để nghiên cứu và xác định, nên số lượng dự đoán của họ là khác nhau (để biết chi tiết kỹ thuật, xem dự đoán gen).
| Dự đoán | Gen cấu trúc | Gen không mã hoá | Gen giả | Nguồn                | Ngày công bố |
| ------- | ------------ | ---------------- | ------- | -------------------- | ------------ |
| CCDS    | 1,124        | —                | —       | [ 2 ]                | 2016-09-08   |
| HGNC    | 1,132        | 325              | 458     | [ 12 ]               | 2017-05-12   |
| Ensembl | 1,184        | 1,199            | 535     | [ 13 ]               | 2017-03-29   |
| UniProt | 1,169        | —                | —       | [ 14 ]               | 2018-02-28   |
| NCBI    | 1,199        | 757              | 566     | [ 15 ] [ 16 ] [ 17 ] | 2017-05-19   |

### Danh sách các gen đã biết
Sau đây là danh sách một số các gen trên NST 17.
- 2700099C18Rik: mã hoá protein NDC80 homolog, kinetochore complex component pseudogene
- ABI3: mã hoá protein ABI gene family member 3
- ARHGAP44: encoding protein Rho GTPase activating protein 44
- AZI1: mã hoá protein 5-azacytidine-induced protein 1
- BCPR encoding protein Breast cancer-related regulator of TP53
- C17orf47: mã hoá protein Uncharacterized protein C17orf47
- C1QL1: mã hoá protein complement component 1, q subcomponent-like 1
- CCDC144A: mã hoá protein Coiled-coil domain-containing protein 144A
- CCDC40: mã hoá protein Coiled-coil domain containing 40
- CCDC47: mã hoá protein CCDC47
- CCDC57: mã hoá protein Coiled-coil domain-containing protein 57
- CLUH: mã hoá protein Clustered mitochondria (cluA/CLU1) homolog
- CTDNEP1: mã hoá protein CTD nuclear envelope phosphatase 1
- DEL17P13.1 mã hoá protein Chromosome 17p13.1 deletion syndrome
- DPH1 mã hoá protein Diphthamide biosynthesis protein 1
- DUP17Q12: mã hoá protein Chromosome 17q12 duplication syndrome
- FAM20A: mã hoá protein FAM20A
- GGT6: mã hoá protein Gamma-glutamyltransferase 6
- HN1: mã hoá protein Hematological and neurological expressed 1 protein
- IBD22 mã hoá protein Inflammatory bowel disease-22
- LINC00511: mã hoá protein Long intergenic non-protein coding RNA 511
- LINC00674 mã hoá protein Long intergenic non-protein coding RNA 674
- LRRC37A mã hoá protein Leucine rich repeat containing 37A
- LRRC48: mã hoá protein Leucine-rich repeat-containing protein 48
- MGAT5B: mã hoá enzyme Alpha-1,6-mannosylglycoprotein 6-beta-N-acetylglucosaminyltransferase B
- MIR4521: mã hoá protein MicroRNA 4521
- MSI2: mã hoá protein Musashi RNA binding protein 2
- MYBBP1A: mã hoá protein Myb-binding protein 1A
- NBP: mã hoá peptide Neuropeptide B
- NME1-NME2:
- NXPH3: mã hoá protein Neurexophilin-3
- OMG: mã hoá protein Oligodendrocyte-myelin glycoprotein
- Ormdl sphingolipid biosynthesis regulator 3: mã hoá protein ORMDL sphingolipid biosynthesis regulator 3
- PLXDC1: mã hoá protein Plexin domain-containing protein 1
- PNPO: mã hoá enzyme Pyridoxine-5'-phosphate oxidase
- PPP1R27: mã hoá protein Protein phosphatase 1, regulatory subunit 27
- PRCD: mã hoá protein Progressive rod-cone degeneration
- PRPSAP2: mã hoá protein Phosphoribosyl pyrophosphate synthetase-associated protein 2
- QRICH2: mã hoá protein Glutamine-rich protein 2
- RAP1GAP2: mã hoá protein RAP1 GTPase activating protein 2
- RFFL: mã hoá enzyme E3 ubiquitin-protein ligase rififylin
- RNMTL1: mã hoá enzyme RNA methyltransferase-like protein 1
- RPAIN: mã hoá protein RPA-interacting protein
- RPL23A: mã hoá protein 60S ribosomal protein L23a
- SC65: mã hoá protein Synaptonemal complex protein SC65
- SCPEP1: mã hoá enzyme Retinoid-inducible serine carboxypeptidase
- SEBOX: mã hoá protein SEBOX homeobox
- SECTM1: mã hoá protein tiết và protein xuyên màng 1
- SKA2: mã hoá protein thoi phân bào và tập hợp Kinetochore
- SLFN11: mã hoá protein Schlafen family member 11
- SLFN12: mã hoá protein Schlafen thành viện họ 12
- SNF8: mã hoá protein Vacuolar-sorting protein SNF8
- SPACA3: Sperm acrosome membrane-associated protein 3
- SPAG5: mã hoá protein Sperm-associated antigen 5
- ST6GALNAC1: mã hoá enzyme Alpha-N-acetylgalactosaminide alpha-2,6-sialyltransferase 1
- ST6GALNAC2: mã hoá enzyme Alpha-N-acetylgalactosaminide alpha-2,6-sialyltransferase 2
- STH: mã hoá protein Saitohin
- SUZ12P1 mã hoá protein SUZ12 polycomb repressive complex 2 subunit pseudogene 1
- TAC4: mã hoá protein Tachykinin-4
- TBC1D3: mã hoá protein TBC1 domain family member 3E/3F
- TMEM106A: mã hoá protein xuyên màng 106A
- TMEM98: mã hoá protein xuyên màng 98
- TNFSF12-TNFSF13:
- TOM1L1: mã hoá protein TOM1-like protein 1
- TOM1L2: mã hoá protein TOM1-like protein 2
- TRIM65: mã hoá protein Tripartite motif containing 65
- TRPV1: mã hoá protein Transient receptor potential cation channel subfamily V member 1
- TSEN54: mã hoá protein TRNA splicing endonuclease subunit 54
- TTYH2: mã hoá protein Tweety family member 2
- VAT1: mã hoá protein Synaptic vesicle membrane protein VAT-1 homolog
- VPS25: mã hoá protein Vacuolar protein-sorting-associated protein 25
- VPS53: mã hoá protein Vacuolar protein sorting 53 homolog (S. cerevisiae)
- YBX2: mã hoá protein Y-box-binding protein 2
- ZNF207: mã hoá protein Zinc finger protein 207
- Một số CC chemokines: CCL1, CCL2, CCL3, CCL4, CCL5, CCL7, CCL8, CCL11, CCL13, CCL14, CCL15, CCL16, CCL18 và CCL23

### Vị trí tế bào học của một số gen

#### Vai p (p-arm)
- FLCN: folliculin (17p11.2)
- MYO15A: myosin XVA (17p11.2)
- RAI1: retinoic acid induced 1 (17p11.2)
- PMP22: peripheral myelin protein 22 (17p12)
- CTNS: cystinosin, the lysosomal cystine transporter (17p13)
- USP6: Ubiquitin carboxyl-terminal hydrolase 6 linked to Aneurysmal bone cyst (17p13)
- ACADVL: acyl-coenzyme A dehydrogenase, very long chain (17p13.1)
- SHBG: Sex hormone binding globulin (17p13.1)
- TP53: tumor suppressor protein p53 (Li-Fraumeni syndrome), tumor suppressor gene (17p13.1)
- ASPA: aspartoacylase (Bệnh Canavan) (17p13.3)
- GLOD4: glyoxalase domain containing 4 (17p13.3)

#### Vai q (q-arm)
- CCDC55: Coiled-coil domain-containing protein 55 (17q11.2)
- FLOT2: flotillin 2 (17q11.2)
- NF1: neurofibromin 1 (neurofibromatosis, von Recklinghausen disease, Watson disease) (17q11.2)
- SLC6A4: Serotonin transporter linked to Obsessive Compulsive Disorder (OCD) [18] (17q11.2)
- CCL4L1: C-C motif chemokine ligand 4 like 1 (17q12)
- DDX52: DExD-box helicase 52 (17q12)
- ERBB2 loca leukemia viral oncogene homolog 2, neuro/glioblastoma derived oncogene homolog (avian) (17q12)
- GRB7: Growth factor Receptor-Bound protein 7 (17q12)
- BRCA1: breast cancer 1, early onset (17q21)
- GFAP: glial fibrillary acidic protein (17q21)
- RARA or RAR-alpha: Retinoic acid receptor Alpha (involved in t(15,17) with PML) (17q21)
- MAPT gene coding for encoding tau protein (17q21.1)
- NAGLU: N-acetyl glucosaminidase, Sanfilippo B syndrome (17q21.2)
- SLC4A1: Band 3 anion transporter protein. Solute carrier family 4, member 1 (17q21.31)
- CBX1: chromobox homolog 1 (17q21.32)
- COL1A1: collagen, type I, alpha 1 (17q21.33)
- LUC7L3: LUC7 like 3 pre-mRNA splicing factor (17q21.33)
- NOG: Noggin protein (17q22)
- RPS6KB1 hoặc S6K: Ribosomal protein S6-kinase (17q23.1)
- FTSJ3: FtsJ homolog 3 (17q23.3)
- SCN4A: Voltage-Gated Sodium Channel Subunit Alpha Nav1.4 (17q23.3)
- GALK1: galactokinase 1 (17q24)
- KCNJ2: potassium inwardly-rectifying channel, subfamily J, member 2 (17q24.3)
- ACTG1: actin, gamma 1 (17q25)
- CDC42EP4: CDC42 effector protein 4 (17q25.1)
- USH1G: Usher syndrome 1G (autosomal recessive) (17q25.1)
- CANT1: Calcium-activated nucleotidase 1 (17q25.3)
- BIRC5: Survivin (17q25.3)
- CHMP6: Charged multivesicular body protein 6 (17q25.3)
- ENPP7: ectonucleotide pyrophosphatase/phosphodiesterase 7 (17q25.3)
- EPR1: Effector cell peptidase receptor 1 (17q25.3
- RHBDF2:  Rhomboid family member 2 (17q25.3)
- TMC6 và TMC8: Transmembrane channel-like 6 and 8 (epidermodysplasia verruciformis) (17q25.3)

### Các băng G đã nhận biết
| NST | Vai | Băng  | ISCN start | ISCN stop | Cặp bp bắt đầu | Cặp bp kết thúc | Vết  | Mật độ |
| --- | --- | ----- | ---------- | --------- | -------------- | --------------- | ---- | ------ |
| 17  | p   | 13.3  | 0          | 385       | 1              | 3400000         | gneg |        |
| 17  | p   | 13.2  | 385        | 550       | 3400001        | 6500000         | gpos | 50     |
| 17  | p   | 13.1  | 550        | 784       | 6500001        | 10800000        | gneg |        |
| 17  | p   | 12    | 784        | 990       | 10800001       | 16100000        | gpos | 75     |
| 17  | p   | 11.2  | 990        | 1499      | 16100001       | 22700000        | gneg |        |
| 17  | p   | 11.1  | 1499       | 1664      | 22700001       | 25100000        | acen |        |
| 17  | q   | 11.1  | 1664       | 1815      | 25100001       | 27400000        | acen |        |
| 17  | q   | 11.2  | 1815       | 2104      | 27400001       | 33500000        | gneg |        |
| 17  | q   | 12    | 2104       | 2255      | 33500001       | 39800000        | gpos | 50     |
| 17  | q   | 21.1  | 2255       | 2461      | 39800001       | 40200000        | gneg |        |
| 17  | q   | 21.2  | 2461       | 2599      | 40200001       | 42800000        | gpos | 25     |
| 17  | q   | 21.31 | 2599       | 2874      | 42800001       | 46800000        | gneg |        |
| 17  | q   | 21.32 | 2874       | 3025      | 46800001       | 49300000        | gpos | 25     |
| 17  | q   | 21.33 | 3025       | 3176      | 49300001       | 52100000        | gneg |        |
| 17  | q   | 22    | 3176       | 3383      | 52100001       | 59500000        | gpos | 75     |
| 17  | q   | 23.1  | 3383       | 3451      | 59500001       | 60200000        | gneg |        |
| 17  | q   | 23.2  | 3451       | 3658      | 60200001       | 63100000        | gpos | 75     |
| 17  | q   | 23.3  | 3658       | 3781      | 63100001       | 64600000        | gneg |        |
| 17  | q   | 24.1  | 3781       | 3850      | 64600001       | 66200000        | gpos | 50     |
| 17  | q   | 24.2  | 3850       | 4001      | 66200001       | 69100000        | gneg |        |
| 17  | q   | 24.3  | 4001       | 4166      | 69100001       | 72900000        | gpos | 75     |
| 17  | q   | 25.1  | 4166       | 4400      | 72900001       | 76800000        | gneg |        |
| 17  | q   | 25.2  | 4400       | 4510      | 76800001       | 77200000        | gpos | 25     |
| 17  | q   | 25.3  | 4510       | 4950      | 77200001       | 83257441        | gneg |        |

## Các lô-cut thường gặp
Xem hình 2 và hình 3.

## Hội chứng bệnh liên quan
- 17Q21.31 Microdeletion Syndrome
- Alexander disease
- Andersen-Tawil syndrome
- Aneurysmal bone cyst
- Birt-Hogg-Dubé syndrome
- Ung thư bàng quang
- Ung thư vú
- Bruck syndrome
- Camptomelic dysplasia
- Bệnh Canavan

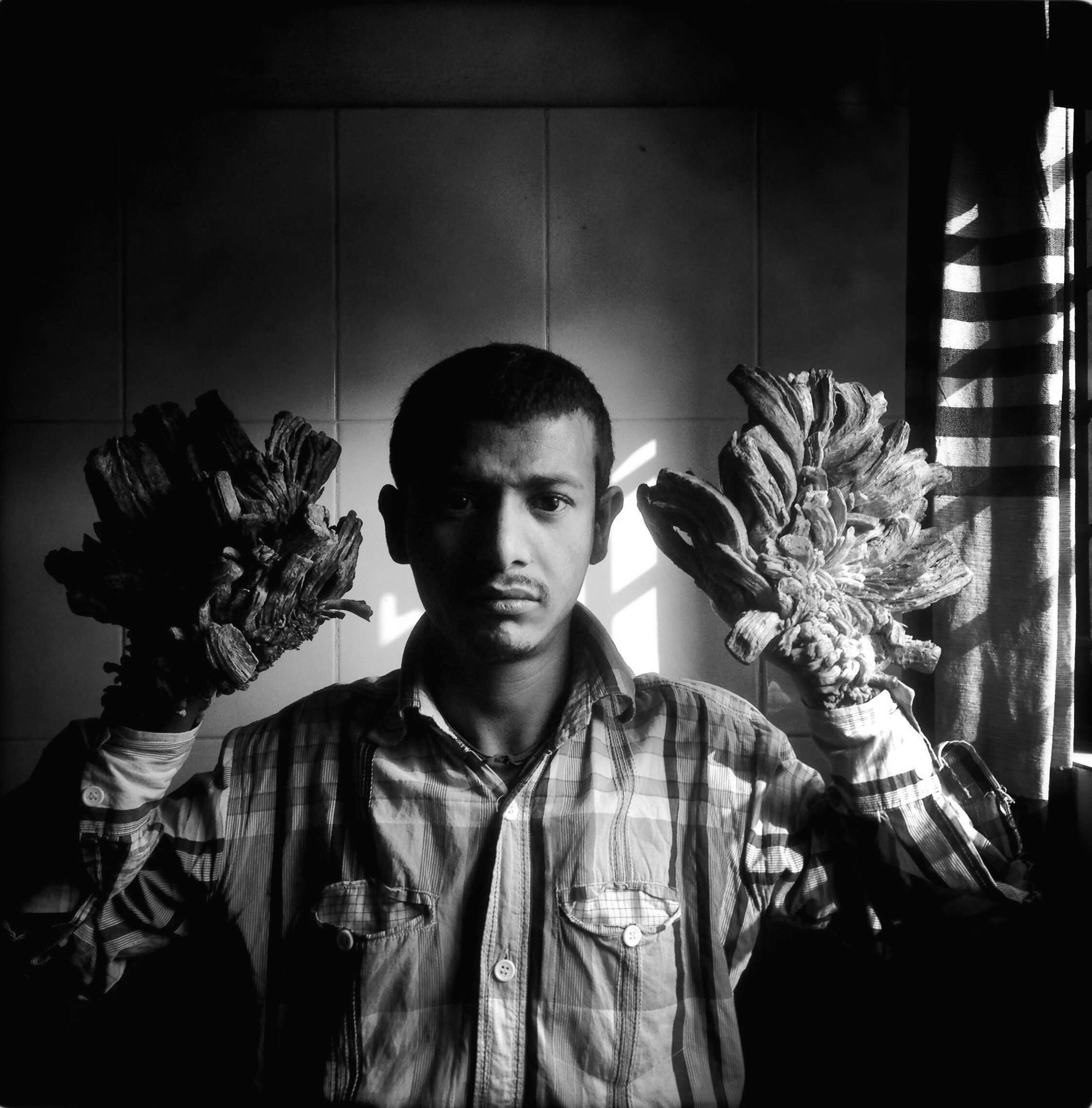
Hình 4: Đột biến PH ở gen EVER1 hoặc EVER2 kề nhau trên NST 17 gây hội chứng người cây

- Cerebroretinal microangiopathy with calcifications and cysts
- Charcot-Marie-Tooth disease
- Corticobasal degeneration
- Cystinosis
- Bệnh u sầu
- Hội chứng Ehlers-Danlos
- Hội chứng người cây (hình 4)
- Galactosemia
- Glycogen storage disease type II (Pompe disease)
- Hereditary neuropathy with liability to pressure palsies
- Hội chứng Howel–Evans
- Hội chứng Li-Fraumeni
- Maturity onset diabetes of the young type 5
- Hội chứng Miller-Dieker
- Multiple synostoses syndrome
- Neurofibromatosis type I
- Nonsyndromic deafness
- Obsessive compulsive disorder
- Osteogenesis imperfecta
- Hội chứng Potocki-Lupski
- Proximal symphalangism
- Hội chứng Smith-Magenis
- Usher syndrome
- Very long-chain acyl-coenzyme A dehydrogenase deficiency